# ケイ・セージ
ケイ・セージ（Kay Sage、1898年6月25日 - 1963年1月8日）はアメリカの画家、詩人。詩的・哲学的なテーマを扱い、幾何学的・建築的オブジェや無人の空間を特徴とする作品を制作したシュルレアリスムの画家として知られる。夫は同じくシュルレアリスムの画家イヴ・タンギー。

## 生涯
ケイ・セージは1898年6月25日、キャサリン・リン・セージ（Katherine Linn Sage）としてニューヨーク州オールバニ郡ウォーターヴリートの裕福な家庭に生まれた。父は木材産業で財を成した上院議員であったが、早くに両親が離婚し（1900年に別居、1907年か1908年頃に離婚）、アルコール依存症などの問題を抱える母との複雑な関係のなかで成長した。また、転校を繰り返し、母と頻繁に旅行するなど、家庭生活、学業とも不安定であったが、この間にフランス語、イタリア語、スペイン語、ポルトガル語を学ぶ機会を得、特にフランス語とイタリア語が流暢であった。
ワシントンD.C.のコーコラン美術学校（現コーコラン美術デザイン学校に学んだが、第一次世界大戦が勃発すると、語学力を活かして翻訳の仕事を始めた。
戦後、イタリアに留学し、ローマで素描と絵画を学んだ。イタリアの貴族ラニエリ・ディ・サン・ファウスティーノ（Ranieri di San Faustino）と出会って1925年に結婚。ローマとラパッロ（リグーリア州ジェノヴァ県）を行き来しながら、夫に同伴して社交界に出入りするなど、貴族としての生活が始まった。1935年に離婚するまでの10年間は、絵を描く時間はほとんどなく、画家としての「自らの可能性を閉ざしてしまう」ことになった。
転機となったのは画家オノラート・カルランディとの出会いであった。セージはカルランディから古典絵画における遠近法を学び、油彩、水彩、木炭画などの技術に磨きをかけた。さらにイギリスの若手彫刻家ハインツ・ヘンゲスと、当時彼を支持していたアメリカの詩人エズラ・パウンドに出会い、二人の支持を得てミラノの画廊に初めて作品を展示することになった。また、この頃からジョルジョ・デ・キリコやイヴ・タンギーの影響を強く受けた抽象画を制作し始めた。
1935年にラニエリと離婚し、1937年に渡仏。1938年のシュランデパンダン展に油彩を出展し、シュルレアリスムの作家アンドレ・ブルトンと画家イヴ・タンギーに絶賛された。これを機に、ブルトンが率いるシュルレアリスムの運動に参加し、同じ1938年にパリで開催された国際シュルレアリスム展に出展した。
タンギーと恋愛関係になったものの、第二次世界大戦が勃発すると、アメリカ人のセージは帰国を余儀なくされ、ニューヨーク市に居を定めた。ニューヨークでは、シュルレアリストらフランスの芸術家の亡命を助けるためにビザ申請や渡米後の一時滞在施設の確保に追われた。
アンリ・マティスの息子で画商のピエール・マティスは当時ニューヨークで画廊を経営しており、セージは1940年にこの画廊で初の個展を開いた。同年、米国に亡命したタンギーと再会して結婚。翌年、コネチカット州リッチフィールド郡ウッドベリーに越した。彫刻家アレクサンダー・カルダーや画家アンドレ・マッソンが同じコネチカット州に住んでいた。
1941年からタンギーが亡くなる1955年までは、セージにとって最も実り多い時期であった。1943年にペギー・グッゲンハイムの「今世紀のアート・ギャラリー」で開催された女性31人展（Exhibition by 31 Women）は、当時、米国に亡命していたブルトン、マルセル・デュシャン、マックス・エルンストが特別に審査員に加わり、セージのほか、レオノーラ・キャリントン、マリア・エレナ・ヴィエイラ・ダ・シルヴァ、レオノール・フィニ、エルザ・フォン・フライターク＝ローリングホーフェン、メレット・オッペンハイム、フリーダ・カーロ、ドロテア・タニングらが参加した大規模な展覧会であった。また、通常は夫タンギーと共同で仕事をすることはなかったが、1952年にはハートフォードのワズワース・アテネウム美術館で二人展が行われた。
1955年に夫タンギーが脳出血で急死し、セージは深い精神的痛手を受けた。さらに白内障を患った彼女は、次第に人付き合いを避け、鬱状態に陥った。画風も変化し、1956年制作の『通過』には、茫漠とした無機質な空間でたった一人彼方を見つめる女性の背中が描かれている。1959年に自殺を図ったが未遂に終わり、詩作やアサンブラージュの制作をしながら、タンギーの作品を整理し、目録を作って過ごした。これは1963年にカタログ・レゾネ（総作品目録）として刊行されることになるが、セージは刊行の数日前に再び自殺を図り、64歳で死去した。
セージは芸術作品のほか、詩集4冊（3冊はフランス語、1冊は英語）と自伝的テクスト『陶器の卵』を遺した。没後、タンギー、ブルトン、カルダー、マッソン、ルネ・マグリット、ポール・デルヴォーの作品を含むセージの個人コレクション約100点がニューヨーク近代美術館に所蔵された。

## 作品

### 芸術作品
- 《ヴォーティシストのデザイン》The Vorticist Design, ca.1935（油彩、板、13.4 x 21 cm）マタタック博物館（英語版）蔵
- 《その後》Afterwards, 1937（油彩、91.4 x 71.1 cm）コロラドスプリングス美術センター（Colorado Springs Fine Arts Center蔵
- 《モノリス》Monolith, 1937（油彩、92.7 x 71.1 cm）オールバニ歴史芸術博物館（Albany Institute of History & Art）蔵
- 《重要な出来事》An Important Event, 1938（油彩、45.7 x 37.5 cm）アリゾナ大学美術館（フランス語版）蔵
- 《もう少し後で》A Litter Later, 1938（油彩、91.5 x 71.1 cm）デンバー美術館蔵
- 《世界は青い》The World is Blue, 1938（油彩、54 x 72.4 cm）インディアナ大学美術館蔵
- 《敷居の卵》Egg on Sill, 1939（油彩、39.4 x 31.8 cm）マタタック博物館蔵
- 《センプレ》Sempre, 1939（油彩、91.4 x 71.1 cm）カリアー美術画廊（英語版）蔵
- 《私の部屋にはドアが2つある》My Room Has Two Doors, 1939（油彩、99 x 83.8 cm）マタタック博物館蔵
- 《ドラムの上の1本の指》A Finger on the Drum, 1940（油彩、38.1 x 34.61 cm）コーコラン美術館蔵
- 《私には影がない》I Have No Shadow, 1940（油彩、63.5 x 54.3 cm）ウースター美術館（英語版）蔵
- 《危険、前方に建造物あり》Danger, Construction Ahead, 1940（油彩、111.8 x 157.5 cm）イェール大学美術館（英語版）蔵
- 《沈黙の限界》Margin of Silence, 1942（油彩、45.7 x 38.1 cm）オールバニ歴史芸術博物館蔵
- 《約束の時間に》At the Appointed Time, 1942（油彩、81.3 x 97.2 cm）ニューアーク美術館（英語版）蔵
- 《14本の短剣》The Fourteen Daggers, 1942（油彩、40.6 x 33 cm）
- 《雷鳴には早すぎる》Too Soon for Thunder, 1943（油彩、71.1 x 91.4 cm）ネルソン・アトキンス美術館蔵
- 《残りの旅程》Journey To Go, 1943（油彩、26 x 22.5 cm）
- 《5つの角の近くで》Near the Five Corners, 1943（油彩、40.6 x 33 cm）個人蔵
- 《巨人の踊り》The Giants Dance, 1944（油彩、31 x 41.3 cm）フード美術館（英語版）蔵
- 《隠された手紙》The Hidden Letter, 1944（油彩、55.9 x 38.1 cm）サンフランシスコ美術館（Fine Arts Museums of San Francisco）蔵
- 《別の道から》From Another Approach, 1944（油彩、38.1 x 45.7 cm）ウォーカー・アート・センター蔵
- 《私は3つの都市を見た》I Saw Three Cities, 1944（油彩、92 x 71 cm）プリンストン大学美術館蔵
- 《鉄の輪、毛の輪》Ring of Iron, Ring of Wool, 1947（油彩、137 x 96.2 cm）ミント博物館（英語版）蔵
- 《魔法のランタン》Magic Lantern, 1947（油彩、45.5 x 35.5 cm）フランス国立近代美術館（ポンピドゥー・センター）蔵
- 《橋梁の水切り、隊商》Starlings, Caravans, 1948（油彩、81.3 x 99.1 cm）サンフランシスコ美術館蔵
- 《一角獣が海に降りてきた》The Unicorns Came Down to the Sea, 1948（油彩、92 x 71.8 cm）フィラデルフィア美術館蔵
- 《小さな肖像》Small Portrait, 1950（油彩、36.8 x 29.1 cm）ヴァッサー大学Frances Lehman Loeb Art Center蔵
- 《いつもと違う木曜日》Unusual Thursday, 1951（油彩、80.7 x 98.4 cm）ニューブリテン・アメリカ美術館（New Britain Museum of American Art）蔵

- 《これに対して》On the Contrary, 1952（油彩、90.2 cm x 70.5 cm）ウォーカー・アート・センター蔵
- 《第三段落》Third Paragraph, 1953（油彩、96.5 x 78.7 cm）
- 《ハイフン》Hyphen, 1954（油彩、76.2 x 50.9 cm）ニューヨーク近代美術館蔵
- 《通り抜け禁止》No Passing, 1954（油彩、130.2 x 96.5 cm）ホイットニー美術館蔵
- 《明日は決して》Tomorrow is never, 1955（油彩、96.2 x 136.8 cm）メトロポリタン美術館蔵
- 《通過》Le Passage, 1956（油彩、91 x 71 cm）
- 《明日、南から南西に吹く風》South to South-Westerly Winds Tomorrow, 1957（油彩、33 x 40.6 cm）
- 《時計を見ながら》Watching the Clock, 1958（油彩、35.6 x 35.6 cm）ニューヨーク近代美術館蔵
- 《絶えざる変化》Constant Variation, 1958（素描、水彩、48.42 x 68.26 cm）個人蔵
- 《答えはNo》The Answer is No, 1958（油彩、99.1 × 81.3 cm）イェール大学美術館蔵
- 《大きな不可能》The Great Impossible, 1961（水彩、木炭、ガラスのレンズ、張り合わせた紙、32.3 x 23.5 cm）ニューヨーク近代美術館蔵

### 文学作品
- 自伝的テクスト『陶器の卵』China Eggs/Les Œufs de porcelain - 1955年執筆、1966年刊行
- 詩集『明日、シルベール氏』Demain Monsieur Silber, 1957年
- 詩集『驚くほど』The More I wonder, 1957年
- 詩集『言わなければ…』Faut dire c'qui est, 1959年
- 詩集『粘り強く』Mordicus, 1962年